# Alton (Derbyshire)
Alton – wieś w Anglii, w hrabstwie Derbyshire, w dystrykcie North East Derbyshire. Leży 29 km na północ od miasta Derby i 206 km na północny zachód od Londynu.